# La Désirade
La Désirade (Guadeloupe-Kreolisch: Dézirad oder Déziwad) ist eine Insel und eine Gemeinde mit 1349 Einwohnern (Stand 1. Januar 2022) des französischen Überseedépartements Guadeloupe. La Désirade ist 11 km lang und 2 km breit und nimmt eine Fläche von 21,12 km² ein. Die Insel ragt bis zu 276 m aus dem Meer heraus. Zur Gemeinde gehört auch die 12 Kilometer südlich gelegene unbewohnte Inselgruppe Petite Terre.
Christoph Kolumbus entdeckte die Insel La Désirade nach einer langen und entbehrungsreichen Überfahrt am 3. November 1493. Aus diesem Grunde nannte er sie auch Desiderada: die Ersehnte!
La Désirade wurde erstmals nachweislich 1728 erwähnt. In dieser Zeit entstand hier eine Leprastation für die gesamten Französischen Antillen. Die Aussätzigen waren auf sich allein gestellt. Die ersten Gebäude wurden erst 1829 errichtet. Die Einrichtung bestand bis 1958.

## Die Ortschaften auf La Désirade
La Désirade besitzt nur eine Straße, die den Hauptort Beauséjour mit den Ortsteilen Les Galets, Le Souffleur und Baie-Mahault verbindet. Der Hafen und der Flughafen von La Désirade befinden sich im Südwesten der Insel, in Beauséjour. Der Ort wird alternativ auch Grand Anse bzw. Le-Bourg genannt.
In den kleinen Ortsteilen Baie-Mahault, Le Galets und Le Souffleur gibt es nur kleinere Siedlungen mit sehr wenigen Einwohnern.
- Beauséjour (Hauptort, Südwesten)
- Baie-Mahault (Nordosten)
- Les Galets (äußerster Südwesten)
- Le Souffleur (zentrale Südküste)